# 職名章
職名章（しょくめいしょう）とは、政府や地方公共団体において主に国家や自治体の社会安全業務や防災担当を所管する職員の職位を表す徽章のこと。階級章とほぼ同義である。

## 概要
職名章は主に政府及び都道府県、市町村などの地方公共団体の職員のうち、階級の定めのない職員が災害・有事の際の指揮系統を明らかにするため、職位に応じて佩用する徽章のことである。
主に内閣総理大臣や防衛大臣など防衛の最高司令官にあたる閣僚と防衛省政務三役、その他、警察官や海上保安官であっても階級外とされる警察庁長官や海上保安庁長官、海上保安庁次長・海上保安監、または階級の定めのない総務省消防庁における消防庁長官以下事務官および技官の職員、その他都道府県や市町村の知事・市長以下防災担当職員が制服・活動服・作業服、その他これに類する被服に佩用している（特に、市町村長は消防団への指揮権も保持する最高責任者）。
日本国有鉄道時代は運輸大臣にも職名章が定められていた（制帽の鉢巻部分が赤地に最も広幅の金帯3連・国鉄総裁と同格）。
なお、税関職員は階級呼称が制定されていない職種であるが、その序列を表す徽章を階級章として定めている。